# Henry Palm

Henry Palm.

Sven Gustaf Henry Palm, född 30 december 1894 i Skövde, Skaraborgs län, död 20 augusti 1989 i Mosjö församling, Örebro län, var en svensk järnvägstjänsteman och direktör. 
Palm, som var son till handlanden Axel Palm och Gerda Carlsson, avlade studentexamen 1914 och reservofficersexamen 1917. Han blev notarie i Järnvägsstyrelsen 1936, trafikinspektör i Östersund 1947, byrådirektör i Järnvägsstyrelsen 1948 samt blev distriktschef i Statens Järnvägars IV distrikt med placering i Östersund 1950 och med placering i Gävle 1953–1961. Han övergick därefter till det privata näringslivet som direktör för Närkes Rörlednings AB i Örebro 1962–1976 och därefter styrelseordförande i nämnda företag från 1977.